# 维克德索
维克德索（法語：Vicdessos，法語發音：[vikdəso]）是法国阿列日省的一个旧市镇，属于富瓦区。2019年1月1日，维克德索与邻近的3个市镇合并为新市镇瓦勒德索斯，维克德索为新市镇行政中心。

## 地名
该地名“Vicdessos”发音特殊，其发音为[vikdəso]，不符合字母“e”在两相同辅音字母前发/ɛ/（如“verrière”，[vɛʁjɛʁ]）或/e/（如“message”，[mesaʒ]）的法语基本发音规则，根据实际发音其应译作“维克德索”，《世界地名翻译大辞典》与《世界地名译名词典》将其纯按拼写误译作“维克代索”。

## 地理
维克德索（42°46'10"N, 1°29'54"E）面积6.01 平方千米，位于法国奧克西塔尼大區阿列日省，该省份为法国西南部内陆省份，西部和北部与上加龙省接壤，东临奥德省，东南至东比利牛斯省接壤，南与安道尔和西班牙接壤。
与维克德索接壤的市镇（或旧市镇、城区）包括：欧扎特、古利耶、伊利耶和拉拉马德、莱尔库勒、奥吕、塞姆、叙克和桑特纳克。
维克德索的时区为UTC+01:00、UTC+02:00（夏令时）。

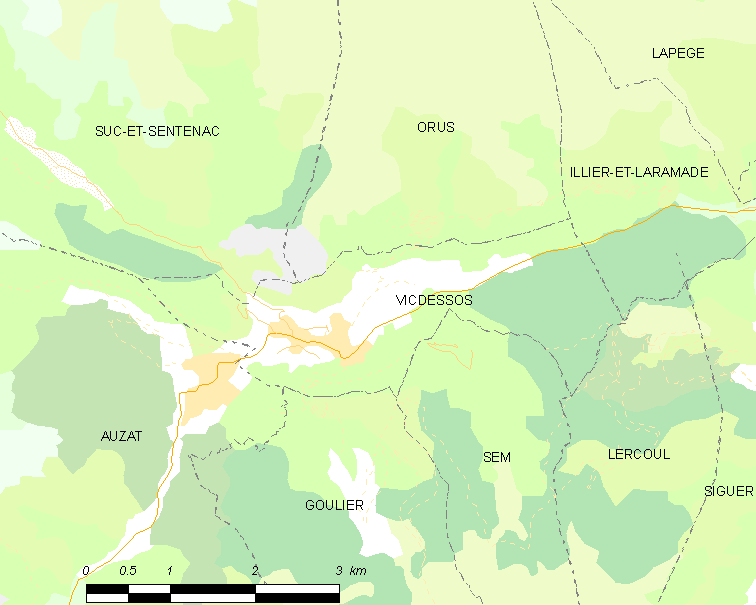
维克德索的OSM定位图

## 行政
维克德索的邮政编码为09220，INSEE市镇编码为09334。

## 政治
维克德索所属的省级选区为萨巴尔泰斯县。

## 人口

1962-2008年间维克德索人口变化图示

维克德索于2018年1月1日时的人口数量为470人。